# نايف الحجرف
الدكتور نايف فلاح الحجرف (مواليد 1971) اقتصادي كويتي ، أمين عام مجلس التعاون لدول الخليج العربية السابق خلال الفترة 1 فبراير 2020 حتى 31 يناير 2023. 

## حياته العلمية
حصل على دكتوراه في المحاسبة والتمويل من جامعة هل في المملكة المتحدة (2002)، وعلى ماجستير في المحاسبة من جامعة إلينوي في أوربانا شامبين الولايات المتحدة (1997)، والبكالوريوس في المحاسبة من جامعة الكويت (1994).
شغل العديد من المناصب في شركات في القطاع العام والخاص في الكويت منها وزارة المالية، ورئيس مجلس الإدارة والمدير التنفيذي لهيئة أسواق المال في الكويت، وعضو مجلس إدارة الهيئة العامة للاستثمار، ومدير لكل من بنك البحرين والكويت في البحرين، وشركة البحرين الأولى للتطوير العقاري، وشركة الاستثمارات العربية في الرياض. كما عمل نائباً لرئيس جامعة الخليج الخاصة للعلوم والتكنولوجيا في الكويت ورئيساً لقسم المحاسبة فيها ثم أصبح المنسق العام لكلية العلوم الإدارية بالجامعة نفسها عام 2000. بالإضافة لمناصب أخرى.

## المناصب
- مستشار مالي في سوق الكويت للأوراق المالية في الفترة ما بين 2003 - 2004.[5][2]
- أصبح مستشاراً مالياً في المشروعات المشتركة بين برنامج الأمم المتحدة الإنمائي ووزارة التخطيط الكويتية. ما بين 2007 و2008.
- رئيس شركة أبو ظبي الأولى للتطوير العقاري عام 2009.
- مدير بنك الكويت والبحرين في البحرين وشركة البحرين الأولى للتطوير العقاري.
- عُين في عام 2010 في المجلس الأعلى للبترول، كما عمل في الهيئة العامة للاستثمار ونال العضوية في مجلسي إدارتهما.
- في 14 فبراير 2012 صدر مرسوماً الحكومة حيث عُين وزيراً التربية ووزيراً للتعليم العالي وشغل المنصب حتى إستقالته في 6 يناير 2014
- في 19 يوليو 2012 صدر مرسوماً بتشكيل الحكومة حيث عُين وزيراً للمالية إضافة لمنصبه وزيراً التربية ووزيراً للتعليم العالي وشغل المنصب حتى 11 ديسمبر 2012
- رئيس مجلس مفوضي هيئة أسواق المال ومديرها التنفيذي، منذ 2014
- في 10 ديسمبر 2016 صدر مرسوماً بتشكيل الحكومة حيث عُين وزيراً التربية ووزيراً للتعليم العالي وشغل المنصب حتى 11 ديسمبر 2017
- في 11 ديسمبر 2017 صدر مرسوماً بتشكيل الحكومة حيث عُين وزيراً للمالية وشغل المنصب حتى إستقالته في 7 نوفمبر 2019. [6]
- وشغل أمين عام مجلس دول التعاون الخليجي من 1 فبراير 2020 حتى 31 يناير 2023 [7] [8] [9]